# Hermann Weber (Politiker, 1902)
Hermann Weber (* 21. Juni 1902 in Gosenbach im Kreis Siegen; † 7. April 1969) war ein deutscher Politiker (CDU). Er war von 1959 bis 1965 Mitglied des Landtags von Nordrhein-Westfalen.

## Leben
Nach der Volksschule arbeitete Hermann Weber als Hauer im Erz- und Steinkohlenbergbau. Er wurde 1920 Mitglied des Christlichen Bergarbeiterverbands, nach dem Zweiten Weltkrieg trat er der IG Bergbau bei. Weber besuchte 1926 eine Evangelische Sozialschule. Er wurde Arbeitersekretär und Bezirksleiter des Christlichen Bergarbeiterverbands. Im Jahr 1934 bildete er sich auf der Bergschule fort und arbeitete ab 1938 als Steiger.
Weber trat 1945 in die CDU ein. Er war von 1947 bis 1951 stellvertretender Vorsitzender des CDU-Landesverbands Braunschweig und von 1949 bis 1952 Wolfenbütteler CDU-Kreisvorsitzender. Weber war von 1945 bis 1952 Bürgermeister in Barbecke und von 1947 bis 1952 Mitglied des Kreistags Wolfenbüttel. Von 1949 bis 1952 war Weber auch stellvertretender Landrat des Kreises Wolfenbüttel. Im Jahr 1956 wurde er zum Stadtverordneten in Dinslaken gewählt. Weber rückte am 3. Januar 1959 während der laufenden vierten Wahlperiode für die CDU in den nordrhein-westfälischen Landtag nach. Bei der folgenden Wahl im Jahr 1962 wurde er über die CDU-Landesliste wieder in Landtag gewählt und war Abgeordneter, bis er am 22. Dezember 1965 vorzeitig aus dem Landesparlament ausschied. 
Weber war Mitglied der Landeskirchenleitung Rheinland und des Bundesvorstandes der Evangelischen Arbeiterbewegung.